# Sarcophaga madagascariensis
Sarcophaga madagascariensis är en tvåvingeart som först beskrevs av Macquart 1847.  Sarcophaga madagascariensis ingår i släktet Sarcophaga och familjen köttflugor.
Artens utbredningsområde är Madagaskar. Inga underarter finns listade i Catalogue of Life.